# Вабля (приток Судости)
Ва́бля — река в Брянской области России, правый приток Судости. Течёт по территории Стародубского и Погарского районов.
Берёт начало на севере Стародубского района (Меленское сельское поселение). Течёт в южном и юго-восточном направлениях до села Десятуха, принимает правый приток Бабинец, после чего меняет направление течения на восточное и северо-восточное. Впадает в реку Судость на территории Погарского района. Длина реки — 60 км. Высота устья — 132 м над уровнем моря.
На Вабле находятся населённые пункты Новое Село, Горислово, Пантусово, Десятуха, Левенка, Гринево, Бобрик, Прирубки и др.
Крупнейшие притоки: Бабинец, Кичета (правые), Пронька, Рассуха (левые).
Воды Вабли загрязнены продуктами деятельности предприятия «Стародубский водоканал».
Название реки имеет славянское происхождение, от слова «вабить» — приманивать, манить. Либо балтийское.
На берегах Вабли у села Левенка выявлено несколько археологических памятников: городище Левенка-1 IX—X и XI—XIII веков (роменская культура), городище Левенка-2 раннего железного века (юхновская культура), селище Левенка-3, относящееся к раннему железному веку и древнерусскому времени (конца Х — первой половины XI века), городище Левенка-4 V—VII веков (колочинская культура), селище Левенка-5, городища Левенка-6 и Левенка-7 XI—XIII веков.